# معامل توجه الأرض
مُعامِل توجه الأرض، أو وسيط توجه الأرض، هو نتيجة معادلة حسابية تختص بدوران الأرض أو بمحورها. الأرض تسبح في الفضاء متخذةً الشمس مداراً لها، وكما هو الحال مع الأجسام الطافية فإن أي حركة في الأرض أو على سطها ستؤثر على مدارها حول الشمس، وتدور شدة التأثير بدوران قوته وجوداً وعدماً، أي كلما زادت قوة الحركة زاد التأثير والعكس صحيح.
تتعرض الأرض لهذه التأثيرات على مدار الساعة، وقوتها متراوحة بين الضعيف والقوي. مثال هذه التأثيرات يمكن أن يشاهد في تيارات المحيط، أو في المد والجزر، حيث يمكن لهذين التأثيرين أن يؤثرا على مدار ومحور الأرض لكن بشكل طفيف للغاية لحد التطرف ولا يمكن قياسه إلى عبر أجهزة شديدة الحساسية.
يمكن استخدام المُعامِل (الوسيط) لوصف ظاهرة واحدة في كل مرة. ويمكن كذلك وضع أكثر من معامل لكي تصف مجموع الشذوذ في توجه الأرض كله.

## المكونات
التوقيت العالمي، وعمله قياس دوران الأرض بالوقت، ويشكل 24 ساعة تقريباً. لأن دوران الأرض ليس متساوياً لذا فإن الوقت ليس متطابقاً 100% في جميع الأيام إذا ما ربطنا الدوران بالتوقيت الذري العالمي، لكنه يتناسب مع الوقت الفلكي، وهذا الأخير يشكل وحدة مباشرة لقياس دوران الأرض كذلك.
إحداثيات القطب، نظراً للميلان البطيئ للغاية لقطب الأرض فإن القطب السماوي لا يبقى ثابتاً طوال الوقت، ويتم حساب هذا الميلان عن طريق الرصد، وتكون النتيجة على شكل وسط حسابي، لذا فإنه يختلف من حين لآخر إذا ما قُورِن بالحسابات الفورية للقطب (وهي أقل من 0.01 إنش.)
الزحزحة القطبية السماوية، هذه الزحزحة موصوفة في «بداريات» الإتحاد الفلكي الدولي. حين تظهر تغيرات في النتائج المرصودة (مع اعتبار الموقع التقليدي للقطب السماوي) فإن نماذج الهيئة الدولية لدوران الأرض والنظم المرجعية تصف وتُعرّف هذه التغيرات، بل تُعِد تقارير بهذا الشأن أيضاً.